# Peter Karam
Peter Karam, né le 5 septembre 1959 à Beyrouth, est un religieux libanais et évêque curial du patriarcat maronite d'Antioche.

## Biographie
Peter Karam a étudié la philosophie à l'Université Saint-Joseph de Beyrouth et à partir de 1984 au séminaire maronite de Washington, DC. Il étudie à l'université catholique d'Amérique et est ordonné le 2 janvier 1988 pour l'éparchie Saint-Maron de Brooklyn des Maronites. Après sa fondation en 1994, il est incardiné dans le clergé de l'éparchie Notre-Dame-du-Liban de Los Angeles des Maronites.
Après avoir été ordonné prêtre, il a d'abord travaillé dans la pastorale. entre 1996 et 2000 il a fait ses études en philosophie à l'université Louis-et-Maximilien de Munich. Après son retour aux États-Unis, il a de nouveau travaillé dans la pastorale. Il était également responsable de la protection des mineurs et de la formation sacerdotale. Il appartenait au Collège des Consulteurs et était Synkellos pour le clergé.
Le 15 juin 2019, le pape François a confirmé son élection comme évêque de la curie par le synode maronite et l'a nommé évêque titulaire d'Arca-en-Phénicie des Maronites (de). Le patriarche maronite d'Antioche, Béchara Pierre Cardinal Raï OMM, le consacre évêque le 31 juillet de la même année, en même temps que l'évêque curial Antoine Aukar. Les co-consécrateurs sont l'évêque de Los Angeles, Abdallah Elias Zaidan (de) ML et Chucrallah-Nabil El-Hage (de). Le 30 septembre 2022, le pape François l'a également nommé membre de la Commission pontificale pour la protection des mineurs. 
Le pape François l'a nommé le 9 novembre 2022 administrateur apostolique sede plena de l'éparchie Notre-Dame-du-Liban de Paris des Maronites. Le 29 mai 2024, le pape François accepte finalement la démission de Nasser Gemayel, éparque de l'éparchie Notre-Dame-du-Liban de Paris des Maronites, et le confirme comme administrateur apostolique sede vacante et ad nutum Sanctae Sedis de l'éparchie.